# Międzynarodowy Dzień Pamięci o Ofiarach Holokaustu

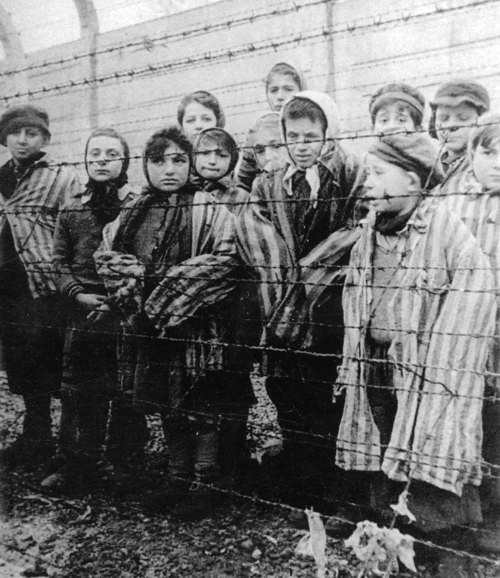
Dzieci w obozie koncentracyjnym Auschwitz-Birkenau

Międzynarodowy Dzień Pamięci o Ofiarach Holokaustu (ang. International Day of Commemoration in Memory of the Victims of the Holocaust) – święto uchwalone 1 listopada 2005 roku przez Zgromadzenie Ogólne ONZ w celu uczczenia pamięci ofiar pochodzenia żydowskiego, pomordowanych w czasie II wojny światowej przez nazistowskie Niemcy. W ten sposób Zgromadzenie odrzuciło nieuznawanie Holocaustu jako wydarzenia historycznego.
Datę obchodów wyznaczono na 27 stycznia – rocznicę wyzwolenia obozu Auschwitz-Birkenau w 1945 roku przez Armię Czerwoną (100 Lwowską Dywizję Piechoty, którą dowodził generał major Fiodor Krasawin).

## Przesłanie
W rezolucji 60/7 ONZ zaapelowała do państw członkowskich o opracowanie programów edukacyjnych, które mają uwrażliwić przyszłe pokolenia na problem Holocaustu i zapobiec tym samym aktom ludobójstwa w przyszłości. Zgromadzenie Ogólne wezwało również do przedsięwzięcia środków mobilizujących narody, aby podtrzymać pamięć i edukację na temat Holocaustu, by ten czas był dla wszystkich ludzi przestrogą przed nienawiścią, rasizmem i uprzedzeniami.
W rezolucji 61/255 z 26 stycznia 2007 Zgromadzenie Ogólne ONZ potępiło kłamstwo oświęcimskie.

## Obchody w Polsce
W Polsce główne uroczystości Dnia Pamięci o Ofiarach Holokaustu odbywają się w Auschwitz-Birkenau i Warszawie pod pomnikiem Bohaterów Getta.

## Czas pamięci i jedności
Rok wcześniej (22 listopada 2004 roku) Zgromadzenie Ogólne ONZ ustanowiło dni 8 i 9 maja czasem pamięci i jedności, wskazując, że jest to Czas upamiętniający i jednoczący Tych, którzy stracili życie podczas II wojny światowej (rezolucja 59/26). Zgromadzenie wezwało państwa członkowskie, organy NZ, organizacje pozarządowe i osoby indywidualne do corocznych obchodów jednego bądź obu tych dni, by w ten sposób oddać hołd tym, którzy stracili swe życie podczas II wojny światowej.